# Paragymnopleurus spinotus
Paragymnopleurus spinotus là một loài bọ cánh cứng trong họ Bọ hung (Scarabaeidae).